# Сертякино (посёлок)
Сертякино — посёлок в Подольском районе Московской области России. Входит в состав сельского поселения Лаговское (до середины 2000-х — Лаговский сельский округ). Население — 112 чел. (2010).

## Население
| 2002 | 2006 | 2010 |
| ---- | ---- | ---- |
| 69   | ↘68  | ↗112 |

Согласно Всероссийской переписи, в 2002 году в посёлке проживало 69 человек (34 мужчины и 35 женщин).

## Расположение
Посёлок Сертякино расположен менее чем в километре к западу от городской черты Климовска. В полутора километрах западнее посёлка проходит Московское малое кольцо.

## Улицы
В посёлке Сертякино расположены следующие улицы и территории:
- Территория ГПК Олимп
- Дорожная улица
- Лесная улица
- Набережная улица
- Национальная улица
- Прудная улица
- Территория СНТ Семь Я
- Центральная улица
- Южная улица